# Necydalis strnadi
Necydalis strnadi är en skalbaggsart som beskrevs av Holzschuh 1989. Necydalis strnadi ingår i släktet stekelbockar, och familjen långhorningar. Inga underarter finns listade i Catalogue of Life.